# Kostel svatého Jana Nepomuckého (Plzeň)
Kostel svatého Jana Nepomuckého v Plzni a jeho historie je pevně spojena s působením Kongregace Nejsvětějšího Vykupitele, tedy Otců Redemptoristů v Plzni. Nachází se v Plzni na rohu Klatovské ulice a Chodského náměstí.

## Historie
Řád přichází do Plzně roku 1907 a již v roce 1909 disponuje připravenými plány na stavbu nejen kostela, ale i přilehlého kláštera, jehož výstavba však byla zahájena až v roce 1935. Vlastní stavba kostela podle stavebních plánů architektů Jana Svobody a Františka Stalmacha v novorománském slohu, realizovaná plzeňskou stavební firmou Müler a Kapsa, byla započata roku 1910 na svátek sv. Jana Nepomuckého posvěcením základního kamene. Již roku 1911 byla dokončena včetně obou věží a kostel byl 22. října 1911 vysvěcen.
V roce 2005 byla dokončena generální oprava interiéru i exteriéru včetně opravy varhan z období romantismu a instalována ozdobná mříž oddělující vstupní prostory a chrámové lodi. Dne 1. září 2007 se kostel sv. Jana Nepomuckého stal farním kostelem nově zřízené farnosti Plzeň-Bory.

## Popis stavby a interiéru
Stavba kostela v pseudorománském slohu je dlouhá více než 50 metrů a má trojlodní dispozici. Dominantou 34 metrů dlouhé hlavní lodě je oltář sv. Jana Nepomuckého, vyrobený Františkem Kadeřábkem z Prahy dle návrhu prof. Jana Kastnera. Od stejných autorů jsou i oltáře Panny Marie ustavičné Pomoci a sv. Josefa v bočních lodích. Interiér dále zdobí štuková výzdoba od Myslbekova žáka Vojtěcha Šípa a vitrážová okna s motivy světců včetně rozměrných oken v čelech transeptu. Kůr je přístupný po schodišti po pravé straně. Zajímavostí kostela je Zpěvní síň vybudovaná po levé straně pod kůrem, a to v souvislosti s vynikající scholou „U Redemptoristů“. Je zde umístěno druhé schodiště na kůr. Vstupní portál kostela má tři vchody. Na levé straně presbyteria se nachází sakristie s malou předsíňkou, odkud vedou schody do Družinské kaple nad sakristií. Vitráže 21 kostelních oken byly zhotoveny po roce 1950 podle uměleckých návrhů Františka Fišera.

## Zvony
Dominantou stavby na západní straně jsou dvě 63 metrů vysoké věže, které byly při dokončení osazeny čtyřmi zvony: Jan Nepomucký o váze 25 centů, Alfons, Gerard a Klement o váze 16 centů, Panna Marie Ustavičné Pomoci o váze 12 centů a poslední Josef o váze 8 centů. Zvony zhotovila firma Děpold z Prahy a naladěny byly podle benediktinských zvonů v Jeruzalémě. Do Plzně byly přivezeny 1. září 1911 a o pět dní později byly usazeny na věž.
V roce 1917 byly zvony Josef a Jan zrekvírovány pro vojenské účely. V roce 1929 byly ulity nové zvony plzeňskou dílnou Rudolfa Pernera, která rovněž instalovala jejich elektrický pohon. Za druhé světové války došlo opět ke zrekvírování zvonů, tentokráte všech. Dnes je na věži kostela osazen jediný zvon váží 600 kg a nesoucí jméno Maria Anna. Ten díky daru JUDr. Anny Fremundové z Plzně zhotovila zvonařská dílna v Brodku u Přerova.

## Plzeňské jesličky
V oratoři pod Družinskou kaplí jsou umístěny originální Plzeňské jesličky vytvořené v letech 1947–1950 ak. sochařem Františkem Bartošem v Hradci Králové dle návrhu architekta Jana V. Čermáka z roku 1943. Popud k vytvoření jesliček, jejichž ústřední myšlenkou je „Plzeňsko se klaní narozenému Spasiteli” dal rektor plzeňské koleje redemptoristů P. Václav Jalovecký.
První skupinu vlevo tvoří sv. Bartoloměj, za tím ředitel první české školy v Plzni Jan Rychtařík přivádí školáky, dále v pozadí profesor Josef František Smetana, starosta František Pecháček, Josef Vojtěch Sedláček, Karel Klostermann a Josef Kajetán Tyl. Druhá skupina vlevo je tvořena sladovníky, kovopracovníky Škodových závodů a nakonec ponocným s halapartnou. První skupina vpravo představuje plzeňské venkovanky s profesorem Františkem Hruškou, druhá skupina vpravo sedláky.